# La desena víctima
La desena víctima (títol original en italià: La decima vittima) és una pel·lícula italiana dirigida per Elio Petri i estrenada el 1965. Ha estat doblada al català.

## Argument
En un futur proper, els governs han decidit canalitzar les pulsions mortíferes dels seus conciutadans per tal d'evitar nous conflictes. Per això, una «gran caça», ha estat organitzada en la qual tothom pot participar. Les regles són simples: cada participant ha de sobreviure 10 caces, sent alternativament el caçador i la presa, les rares persones que ho aconsegueixen es fan riques i famoses.
Caroline, una americana, és a la seva 10a i última participació. Per triomfar en aquesta última prova, ha de matar la seva presa, un italià anomenat Marcello que té 6 victòries al seu actiu. Desitjosa de maximitzar els seus guanys, Caroline signa un contracte amb una companyia de te perquè la mort sigui en un lloc romà prestigiós, al bell mig del rodatge d'un espot publicitari.

## Repartiment
- Marcello Mastroianni: Marcello Polletti
- Ursula Andress: Caroline Meredith
- Elsa Martinelli: Olga, l'amant de Marcello
- Salvo Randone: Professor
- Massimo Serato: Advocat
- Milo Quesada: Rudi
- Luce Bonifassy: Lidia, l'exdona de Marcello
- George Wang: Agressor xinès
- Evi Rigano: Víctima
- Walter Williams: Martin
- Richard Armstrong: Cole
- Antonio Ciani

i no surten als crèdits
- Jacques Herlin: L'home que explica les regles de la gran caça
- Wolfgang Hillinger: Baron Von Aschenberg, la 2a víctima
- Mickey Knox: Chet
- Anita Sanders: Astrid, la filla del Relaxatorium

## Comentaris

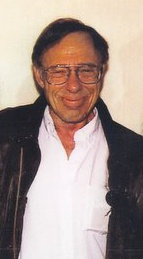
L'escriptor Robert Sheckley a mitjans dels anys 1990

El guió és tret d'una novel·la de Robert Sheckley titulada The Seventh Victim, publicada el 1953 a la revista Galaxy Science Fiction.
En la novel·la, l'acció de la qual es desenvolupa a Nova York, el crim ha estat legalitzat per la creació de l'ECB («Emotional Catharsis Bureau», o « Servei de catarsi emocional») que reagrupa caçadors i preses. Aproximadament un terç de la població hi participa, però ben rars són els que aconsegueixen passar les 7 proves. D'altra banda, són igualment organitzats combats de gladiadors i «carreres de la mort» per divertir la població. Obtinguda la seva 7a i última participació, un home ha d'abatre una jove, però es destapen sentiments cap a ella.
La pel·lícula adapta bastant fidelment la novel·la a la pantalla, amb algunes variants. A més a més del nombre de proves que passa de 7 a 10 i la inversió dels papers (l'home és ara la presa), el final és igualment diferent. La pel·lícula aprofundeix també la relació ambigua entre el caçador i la presa, lliurant-se permanentment al joc del gat i del ratolí.
La desena víctima és també una sàtira social de l'esdevenir de la humanitat. En aquesta distopia, el divorci no existeix a Itàlia, els còmics són la gran literatura, els vells són llegats a l'Estat (probablement per ser eutanasiats), la prostitució és en estacions de servei de relaxació... La Gran caça mateixa forma part de la vida corrent: existeix un ministeri de la Gran caça amb la seva administració, els seus serveis, les seves taquilles. L'homicidi hi és banalitzat, els policies deixen matar-se les persones abans de demanar al supervivent que ensenyi la seva targeta de jugador i el feliciti, sense oblidar infligir-li una multa si per desgràcia ha aparcat malament abans de cometre el seu crim. Ni tan sols els vianants no presten gaire atenció als homicidis efectuats en públic, i lleis regeixen els llocs on els homicidis són autoritzats i aquells on estan proscrits: bars, restaurants, escoles maternals ....
Marcello intenta abans de tot sobreviure en aquest món consagrat a la decadència. Abandonat per la seva dona que ha gastat tots els diners embutxacats amb les seves precedents 6 victòries, subsisteix animant amb una emoció molt simulada (amb l'ajuda de píndoles lacrimògenes) les cerimònies d'una secta consagrant un culte al Sol, i perllonga la vida dels seus pares amagant-los darrere un fals mur al seu pis.
Els dos actors principals són llavors al cim de la seva carrera: Marcello Mastroianni va destacar a La Dolce Vita el 1960, pel·lícula que li donarà la seva reputació de «latin lover» del qual li costarà desfer-se. Per la seva part Ursula Andress té també una imatge de sex symbol des de la seva aparició en biquini a Agent 007 contra el Dr. No(1962).
Elio Petri descriu el film com «una pel·lícula pop» i afirma «La meva idea era també de donar una hipòtesi del futur, dilatant els defectes de la realitat contemporània». La pel·lícula sencera s'envolta d'una atmosfera molt estilitzada, ja siguin els decorats, les disfresses (segons Simon Doonan, el creador de la cadena de botigues de roba Barneys, tots els vestits de la pel·lícula haurien estat concebuts per André Courrèges) o la música.

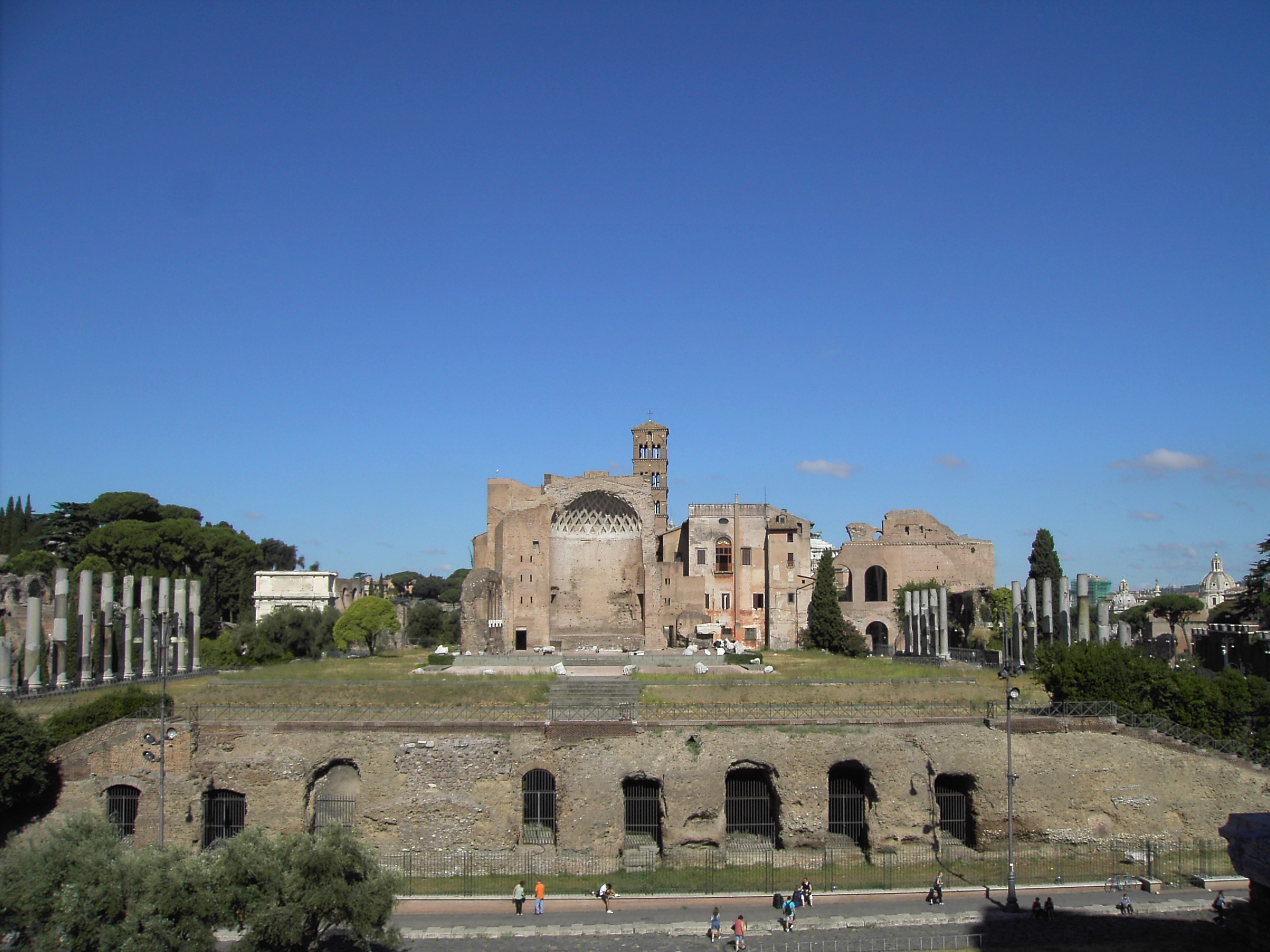
El Temple de Venus té un paper central.

Un dels principals decorats de la pel·lícula és el Temple de Venus i de Roma on Caroline ha d'abatre Marcello en el rodatge d'un espot publicitari, amb el Coliseu en segon pla.
La cançó Espiral Waltz interpretada per Mina, ha estat composta per Piero Piccioni amb lletra de Sergio Bardotti. Ha estat represa pel grup The Transistors per al seu àlbum Modern Landscape el 2008.
Entre les picades d'ull escampades per la pel·lícula, destacar els noms dels carrers: «Fellini» (per al realitzador Federico Fellini), « Rota » (per al compositor Nino Rota). Caroline mata la seva víctima precedent a Nova York al Masoch Club (una al·lusió al caràcter masoquista inherent a la Gran caça) usant un mètode almenys original: armes dissimulades al seu sostenidor (tot com els Fembots a Austin Powers una trentena d'anys més tard).
Sheckley va efectuar ell mateix la novelització del film. Altres obres de Sheckley van ser adaptades al cinema després: Condorman (1981), Freejack (1992).
L'escriptor reprèn el tema de la persecució en la novel·la El premi del perill (1958) que inspirarà pel·lícules com El Premi del perill  de Yves Boisset (1983), El Gladiador del futur de Joe D'Amato (1983) o indirectament Perseguit de Paul Michael Glaser (1987), aquesta treta de la novel·la Running Man (1982) de Stephen King.